# 蓮華鉱山
蓮華鉱山（れんげこうざん）は、新潟県西頸城郡小滝村（現：糸魚川市）に存在した鉱山。閃亜鉛鉱、方鉛鉱、黄鉄鉱、少量の銀などが産出。

## 概要
戦国時代の元亀・天正年間に薬師如来のお告げで発見。上杉謙信が蓮華温泉付近で開発したと伝えられる鉱山。鉛や亜鉛のほか少量の銀が採れたため蓮華銀山、雪倉銀山とも呼ばれた。
江戸時代になると、高田藩や各地の山師が開発に着手するも失敗に終わった。大和国の金山師、万蔵が大所村の村人を使役して開発した際には、資金に行き詰まり村人に賃金を払わず夜逃げしたこと。さらに撤退後に不作の年が続き、山の祟りと恐れられたことなど、地域にとっては厄介な存在にもなった。1800年（寛政12年）、藩から銀山開発への諮問を受けた大所村の庄屋らは「深山幽谷にあるため、次々と開発に着手しても長続きしない。」との回答を行っている。
天保年間に現上越市の高橋孫左エ門が再開発に着手するも、山間僻地でかつ10月下旬に降雪が観られる過酷な気象条件下で長くは続かった。
明治時代末期から大正時代にかけて、蓮華鉱山合資会社が組織的な採掘を行っていた記録が残るが、事業的に成功していたとは考え難い。
蓮華鉱山合資会社が撤退後、1930年（昭和5年）に中島商事が開発を計画、1935年（昭和10年）に中島飛行機の創業者が試掘を行っているが操業には至らなかった。第二次世界大戦後、1951年（昭和26年）に三菱金属鉱業が開発を計画したが、こちらも頓挫した。
2003年、大正期の蓮華鉱山事務所の写真が発見され、新潟日報などに掲載された。写真からは、極めて小規模な事業所であることが窺える。
蓮華温泉から朝日岳に至る登山道の「鉱山道」として名が残っており、蓮華温泉から1時間ほど登った道の周辺には製錬所跡やズリ山が散見できる。